# 野間郡
- 令制国一覧 > 南海道 > 伊予国 > 野間郡
- 日本 > 四国地方 > 愛媛県 > 野間郡

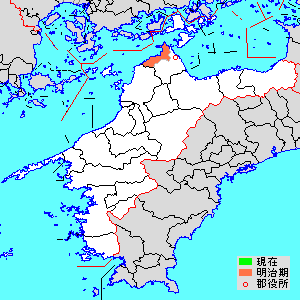
愛媛県野間郡の位置

野間郡（のまぐん）は、愛媛県（伊予国）にあった郡。

## 古代
怒麻国造の領域を中心として建てられた。

### 式内社
『延喜式』神名帳に記される郡内の式内社。
| 神名帳           | 神名帳 | 神名帳 | 神名帳 | 比定社   | 比定社           | 比定社 | 集成 |
| 社名             | 読み   | 格     | 付記   | 社名     | 所在地           | 備考   | 集成 |
| ---------------- | ------ | ------ | ------ | -------- | ---------------- | ------ | ---- |
| 野間郡 1座（大） |        |        |        |          |                  |        |      |
| 野間神社         |        | 名神大 |        | 野間神社 | 愛媛県今治市神宮 |        |      |
| 凡例を表示       |        |        |        |          |                  |        |      |

## 明治維新後
1878年（明治11年）に行政区画として発足した当時の郡域は、今治市の一部（波止浜、高部、延喜、阿方、しまなみの杜、しまなみヒルズ、山路、山路町、矢田、神宮、野間、大西町各町、菊間町各町以西および来島・小島）にあたる。

### 沿革
- 明治初年時点では全域が松山藩領であった。「旧高旧領取調帳」に記載されている村は以下の通り。（33村）

県村、矢田村、山路村、神宮村、野間村、延喜村、宅間村、樋口村、杣田村、高部村、波方村、来島、九王村、紺原村、新町村、大井浜村、宮脇村、山之内村、脇村、星浦村、別府村、佐方村、種村、池原村、松尾村、川上村、河之内村、中川村、高田村、西山村、長坂村、浜村、波止浜村
- 明治4年（1871年）（30村）
  - 7月14日（1871年8月29日） - 廃藩置県により松山県の管轄となる。
  - 県村・矢田村・山路村が合併して阿方村となる。
  - 川上村が松尾村に合併。
- 明治5年2月9日（1872年3月17日） - 石鉄県の管轄となる。
- 明治6年（1873年）2月20日 - 愛媛県の管轄となる。

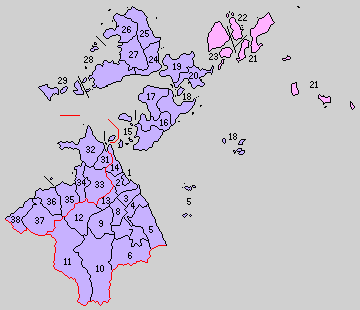
31.波止浜村 32.波方村 33.乃万村 34.大井村 35.小西村 36.亀岡村 37.歌仙村 38.菊間村（紫：今治市 1 - 29は越智郡）

- 明治11年（1878年）12月16日 - 郡区町村編制法の愛媛県での施行により、行政区画としての野間郡が発足。「風早野間郡役所」が風早郡北条村に設置され、同郡とともに管轄。
- 明治13年（1880年）（33村）
  - 阿方村の一部が分立して矢田村・山路村となる。
  - 松尾村の一部が分立して川上村となる。
- 明治17年（1884年）11月 - 「越智野間郡役所」が越智郡今治町に設置され、同郡とともに管轄。
- 明治22年（1889年）12月15日 - 町村制の施行により、下記の各村が発足[6]。全域が現・今治市。（8村）
  - 波止浜村 ← 高部村、来島、波止浜村、杣田村
  - 波方村 ← 樋口村、波方村、小部村[7]、森上村[7]、馬刀潟村[7]、宮崎村[7]
  - 乃万村 ← 宅間村［大部分］、延喜村、野間村、神宮村、矢田村、山路村、阿方村、紺原村［一部］、九王村［一部］
  - 大井村 ← 新町村、大井浜村、宮脇村、九王村［大部分］、紺原村［大部分］、宅間村［一部］
  - 小西村 ← 山之内村、脇村、星浦村、別府村、九王村［一部］
  - 亀岡村 ← 佐方村、種村
  - 歌仙村 ← 池原村、高田村、松尾村、河之内村、川上村、中川村
  - 菊間村 ← 浜村、長坂村、西山村
- 明治30年（1897年）4月1日 - 郡制の施行により、越智郡・野間郡の区域をもって、改めて越智郡が発足。同日野間郡廃止。